# خواجه محمد اسلم
خواجه محمد اسلم (انگلیسی: Khwaja Muhammad Aslam; ۸ فوریهٔ ۱۹۲۲ – ۲۳ ژوئیهٔ ۲۰۱۹) دونده سرعت اهل پاکستان بود.